# Bothrops jonathani
Espèce
Synonymes
- Rhinocerophis jonathani (Harvey, 1994)

Bothrops jonathani est une espèce de serpents de la famille des Viperidae.

## Répartition
Cette espèce se rencontre en Argentine et en Bolivie dans le département de Cochabamba.

## Description
L'holotype de Bothrops jonathani, un mâle adulte, mesure 620 mm dont 80 mm pour la queue. C'est un serpent venimeux. C'est un serpent venimeux.

## Étymologie
Son nom d'espèce lui a été donné en l'honneur de Jonathan Atwood Campbell en reconnaissance de sa contribution à la biologie des crotales néotropicaux.

## Publication originale
- Harvey, 1994 : A new species of montane pitviper (Serpentes: Viperidae: Bothrops) from Cochabamba, Bolivia. Proceedings of the Biological Society of Washington, vol. 107, n. 1, p. 60-66 (texte intégral).